# Plesiophrictus senffti
Plesiophrictus senffti är en spindelart som först beskrevs av Embrik Strand 1907.  Plesiophrictus senffti ingår i släktet Plesiophrictus och familjen fågelspindlar. Inga underarter finns listade i Catalogue of Life.